# Monte Rotondo (Rieti)
Il monte Rotondo  è un rilievo dei Monti Reatini che si trova nel Lazio, nella provincia di Rieti, nel comune di Micigliano.